# Lettre apologétique de l'abbé Raynal à monsieur Grimm
La Lettre apologétique de l'abbé Raynal à monsieur Grimm est une lettre publique de Denis Diderot à Grimm rédigée le 25 mars 1781 en réaction à ses critiques envers la troisième édition de l'Histoire des deux Indes.

## Le différend
En 1780, la troisième édition de l’Histoire des deux Indes de Raynal plus hardie que les précédentes contre les excès du pouvoir et de l'Ancien Régime est condamnée et censurée. Raynal s'exile. 
C'est dans ce cadre, en public et devant la fille même de Diderot que Grimm critique l'imprudence de Raynal, pointe les défauts de la publication et accuse Diderot de lâcheté. Diderot est blessé et en colère. Les trois hommes pourtant se connaissent bien pour collaborer depuis longtemps, à la Correspondance littéraire ou à l'Encyclopédie.

## LaLettre
Diderot en colère et blessé dans ses idéaux et dans son amitié pour Grimm, prend alors la plume pour assurer sa défense et celle de Raynal. Il livre un texte acharné et plein de ressentiment qui, trois ans avant sa mort, tient presque lieu de testament intellectuel.
Le texte s'ouvre sur la réponse d'un dilemme posé par Grimm à Raynal et qui aurait laissé celui-ci sans voix. C'est le sous-titre de la Lettre : Réponse au dilemme que M. Grimm a fait à l’abbé Raynal, chez Madame de Vermenoux, et qu’il m’a répété chez Madame de Vandeul, ma fille. L'outrage en public et devant la fille même de Diderot n'en est que moins toléré.
Diderot se lance alors dans une réponse, point par point aux propos tenus par Grimm, sur un ton qui en trahit la virulence et les blessures qu'ils causèrent. Les critiques de Grimm se déduisent aisément : l'imprudence de Raynal, la lâcheté des auteurs anonymes, la piètre qualité globale de l'Histoire des deux-Indes, les contributions de Diderot lui-même, le manque de respect et de soumission au pouvoir et le fait de s'adresser à la postérité.

« Celui qui se nomme au frontispice de son ouvrage est un imprudent, mais n’est pas un fou ; et l’auteur anonyme n’est pas un lâche. »

L'anonymat de Diderot, en particulier, ressortait certainement de la promesse qu'il s'était faite en sortant de Vincennes de ne jamais y retourner et de préserver la sécurité des siens.

« L’homme (...) en qui la vertu, la vérité, l’innocence, la liberté ont trouvé un défenseur ardent, peut facilement se laisser emporter au-delà des limites de la circonspection, il sera loué des âmes fortes ; il sera blâmé des âmes pusillanimes (...) ; mais ni ses contemporains qui auront quelque goût, ni la postérité qui ne réglera pas son jugement d’après nos petits intérêts, ne l’appelleront déclamateur. »

Parlant de l’Histoire des deux-Indes : 

« Mais, dites-vous, la plupart des idées en sont communes. Cela se peut, mais elles n’en sont pas moins vraies, et l’on ne saurait trop les répéter aux souverains »

« Lisez la page des monuments que les nations aussi lâches qu’insensées élèvent à leurs oppresseurs, et dites-moi si, sur un sujet aussi rebattu, il n’y a point d’idées nouvelles. Lisez la page des asiles, et trouvez-la commune, si vous l’osez. Lisez l’oraison funèbre d’Eliza Draper (en), et tâchez de faire mieux. »

À côté de cette réponse circonstanciée, Diderot reproche à Grimm de s’être vendu aux Grands :

« Ah ! mon ami, je vois bien, votre âme s’est amenuisée à Pétersbourg, à Potsdam, à l’Œil-de-bœuf et dans les antichambres des grands. »

Dès le milieu du texte, déjà, la rupture est consommée. L'homme, qu'il tenait pour ami et auquel il avait livré ses plus belles pages qui ne seraient publiées qu'après sa mort, celui-là venait de perdre tout son crédit. Le sentiment de Diderot se confirmera d’ailleurs à la Révolution : Grimm s’empressera de quitter la France et de dénigrer la Révolution.

« Je ne vous reconnais plus ; vous êtes devenu, sans vous en douter peut-être, un des plus cachés, mais un des plus dangereux antiphilosophes. Vous vivez avec nous, mais vous nous haïssez »

Cette lettre n’a jamais été envoyée par Diderot. Elle a été mise au jour par Herbert Dieckmann, qui découvrit les manuscrits de Diderot au château des Ifs, en 1948.

## Éditions
- En ligne